# 2745 San Martin
2745 San Martin este un asteroid din centura principală, descoperit pe 25 septembrie 1976, de Felix Aguilar Obs..